# Jerzy Hajdukiewicz
Jerzy Hajdukiewicz (ur. 5 grudnia 1918 we Lwowie, zm. 10 lipca 1989 w Zakopanem) – polski lekarz, działacz turystyczny, alpinista i himalaista.

## Życiorys
Od 1933 roku mieszkał w Zakopanem, gdzie uczęszczał do gimnazjum i zdał maturę. Trenował również narciarstwo alpejskie, będąc członkiem zakopiańskiego Harcerskiego Klubu Narciarskiego oraz lwowskiej Sekcji Narciarskiej PTT. W 1937 roku rozpoczął studia medyczne we Lwowie. Po wybuchu II wojny światowej przedostał się najpierw do Rumunii, a następnie do Francji, gdzie walczył w Polskich Siłach Zbrojnych w kampanii francuskiej 1940 roku. Po upadku Francji przedostał się do Szwajcarii, gdzie został internowany. Podczas pobytu w tym kraju ukończył w latach 1940–1945 w Zurychu studia medyczne (chirurgia). Ponadto, wspólnie m.in. z Maciejem Mischke, przy poparciu szwajcarskich władz wojskowych założył Klub Wysokogórski Winterthur, prowadzący działalność alpinistyczną.
Wspinał się od 1937 roku w Tatrach, m.in. z Janem Staszlem i Janem Sawickim. Podczas pobytu w Szwajcarii do 1946 roku zdobył 17 czterotysięczników, natomiast do 1980 roku wszedł na wszystkie czterotysięczne szczyty tego kraju.
Po powrocie do Polski pracował jako lekarz w szpitalach w Gdańsku (1947–1948) i Krakowie (1948–1954) oraz w zakopiańskich sanatoriach na Bystrem i w Kuźnicach (1954–1978). Działał w Klubie Wysokogórskim, m.in. prezesując kołom w Krakowie (1951) oraz Zakopanem (1954–1959). W uznaniu swych zasług otrzymał honorowe członkostwo Klubu oraz Polskiego Związku Alpinizmu. Od 1950 roku był członkiem Tatrzańskiego Ochotniczego Pogotowia Ratunkowego, a następnie Górskiego Ochotniczego Pogotowia Ratunkowego. W 1969 roku został wybrany prezesem Grupy Tatrzańskiej GOPR, a w latach 1974–1976 pełnił funkcję Prezesa Rady Naczelnej GOPR. Ponadto, w latach 1973–1978 był lekarzem naczelnym GOPR. Uczestniczył w wielu akcjach ratowniczych w kraju i za granicą (Alpy, Himalaje). Szkolił taterników i ratowników górskich, współpracował z międzynarodowymi organizacjami ratownictwa górskiego.
Cały czas uprawiał wspinaczkę, wytyczając m.in. kilka nowych dróg w Tatrach (Niżnie Rysy ścianą północno-zachodnią w 1947 roku, Długi Giewont ścianą północną w latach 1952 i 1957, Wielka Kapałkowa Turnia od północy w 1969 roku). Wielokrotnie wyjeżdżał w Alpy Szwajcarskie jako kierownik polskich grup. W 1957 brał udział w słynnej akcji ratunkowej na Eigerze. Był uczestnikiem szwajcarskich wypraw na Dhaulagiri (8167 m n.p.m.) w 1958 i 1960 roku i do pakistańskiego Hindukuszu w 1969 roku oraz austriackiej wyprawy na Malubiting (7458 m n.p.m.) w Karakorum w 1971 roku.
Wspomnienia z wypraw opublikował w książkach Himal Cu-Cu-Ra (1961), Dhaulagiri zdobyty (1963) oraz Góry mojej młodości (1988). Był autorem około 200 artykułów o tematyce wspinaczkowej oraz ratowniczej, publikowanych w prasie polskiej, szwajcarskiej, niemieckiej i jugosłowiańskiej. Wygłosił wiele referatów o medycznych aspektach ratownictwa górskiego.
Jerzy Hajdukiewicz był dwukrotnie żonaty. Pierwszą żoną była Helena Bäcker (jedna z czołowych i najbardziej aktywnych polskich taterniczek i alpinistek okresu 1940–1970), a drugą Stefania. Obie żony towarzyszyły mu w wielu wyprawach. W styczniu 1989 roku został odznaczony Medalem „Za Wybitne Osiągnięcia Sportowe”.
Został pochowany na zakopiańskim Cmentarzu Zasłużonych na Pęksowym Brzyzku (kw. P-III-26).
W dniu 20 lipca 2015 roku w Zakopanem miała miejsce premiera filmu dokumentalnego, poświęconego Jerzemu Hajdukiewiczowi. Twórcami obrazu pt. Jerzy Hajdukiewicz. Człowiek gór są Bartosz Szwast i Robert Żurakowski.